# Дикаловка (остановочный пункт)
Дикаловка (бел. Дзікалаўка) — остановочный железнодорожный пункт Гомельского отделения Белорусской железной дороги на линии Чернигов—Новобелицкая, расположенный южнее посёлка Холмы. Название остановочного пункта из-за деревни Диколовка, расположенной юго-западнее.

## История
Остановочный пункт был открыт в 1930 году в составе ж/д линии Чернигов—Новобелицкая Юго-Западной железной дороги. Осуществляется продажа билетов на поезда местного следования без багажных операций.

## Общие сведения
Станция представлена одной боковой платформой. Имеет 1 путь. Нет здания вокзала. 

## Пассажирское сообщение
Ежедневно станция принимает бывшие пригородные поезда — поезда региональных линий эконом-класса и городских линий сообщения Кравцовка—Гомель.